# Quebrache, Campeche
Quebrache är en ort i Mexiko.   Den ligger i kommunen Carmen och delstaten Campeche, i den sydöstra delen av landet, 800 km öster om huvudstaden Mexico City. Quebrache ligger 29 meter över havet och antalet invånare är 212.
Terrängen runt Quebrache är platt, och sluttar västerut. Runt Quebrache är det glesbefolkat, med 11 invånare per kvadratkilometer. Närmaste större samhälle är General Francisco J. Mújica, 17,6 km sydost om Quebrache. Trakten runt Quebrache består till största delen av jordbruksmark.